# Witalij Worotnikow
Witalij Iwanowicz Worotnikow (ros. Виталий Иванович Воротников; ur. 20 stycznia 1926 w Woroneżu, zm. 20 lutego 2012 w Moskwie) – radziecki polityk i działacz KPZR, deputowany do Rady Najwyższej ZSRR.

## Życiorys
W latach 1975–1979 był wicepremierem Rosyjskiej FSRR. Od 1983 do 1988 był premierem Rosyjskiej FSRR, następnie od 3 października 1988 do 29 maja 1990 był przewodniczącym Rady Najwyższej Rosyjskiej FSRR.
W latach 1979–1982 był ambasadorem ZSRR na Kubie.
Od 1947 należał do WKP(b), a od 1952 – do KPZR. Od 1971 był członkiem KPZR. W latach 1971–1975 był I sekretarzem Komitetu Obwodowego KPZR w Woroneżu. Od 1982 do 1983 był I sekretarzem Krasnodarskiego Komitetu Krajowego KPZR. W 1983 został zastępcą członka Biura Politycznego KC KPZR, a w grudniu 1983 został członkiem Biura Politycznego KC KPZR. W 1990 przeszedł na emeryturę.
Został odznaczony m.in. Medalem „Sierp i Młot” Bohatera Pracy Socjalistycznej (17 stycznia 1986), Orderem Honoru (2001), czterokrotnie Orderem Lenina (1971, 1973, 1982 i 1986), Orderem Rewolucji Październikowej (19 stycznia 1976), trzykrotnie Orderem Czerwonego Sztandaru Pracy, Orderem Wojny Ojczyźnianej I klasy (11 marca 1985), Orderem „Znak Honoru”, medalami ZSRR i odznaczeniami zagranicznymi.
Pochowany na Cmentarzu Trojekurowskim w Moskwie.

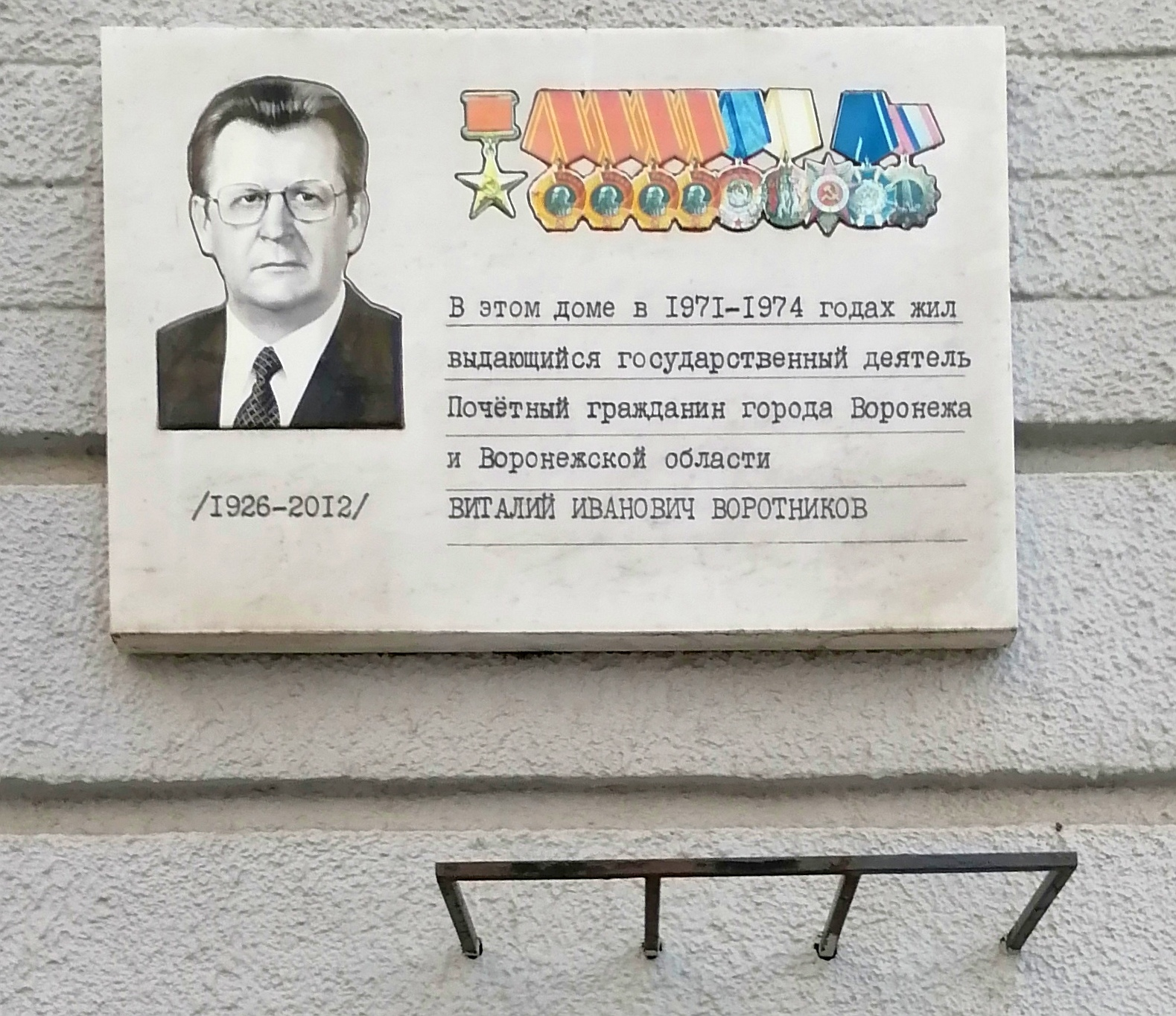
Tablica upamiętniająca Worotnikowa na jego domu w Woroneżu